# Detlef Färber
Detlef Färber (* 19. Januar 1958 in Gera) ist ein deutscher Schriftsteller und arbeitete viele Jahre als Redakteur für eine Tageszeitung. Er ist bekannt durch humorvolle satirische Texte.

## Leben
Detlef Färber wuchs im thüringischen Gera als Sohn eines ortsansässigen Kleinfabrikanten auf, der ihm Zuge der sozialistischen Zwangsenteignung im Frühjahr 1972 enteignet wurde. Färber absolvierte zunächst eine Ausbildung zum Schriftsetzer, bevor er als im Kirchenkreis aktiver Christ den Wehrdienst mit Waffe ablehnte und als Bausoldat zur NVA eingezogen wurde. Nach seinem Wehrdienst verdingte sich Färber als Hilfspfleger und absolvierte bis 1986 ein Theologiestudium an der Friedrich-Schiller-Universität in Jena. Anschließend schlug er sich als Bauhelfer, Thekenkraft und Nachtpförtner durch. Während der Wende fand er zum Journalismus und arbeitete als freier Mitarbeiter für den Eulenspiegel. Daneben veröffentlichte er zeitkritische Reportagen in der kurzlebigen Geraer Wochenzeitschrift Format, herausgegeben von Steffen Schönfeld, sowie in dem Berliner Magazin das blatt, in dem unter anderem Otto Graf Lambsdorff publizierte. 1993 wechselte Färber nach Halle, wo er bis 2019 für die Lokalredaktion und Kulturredaktion der Mitteldeutschen Zeitung arbeitete. Daneben trat er als Autor satirischer Texte hervor. Genannt sei dazu der Auftritt zum Poetry-Slam um den „Grand Prix Schelmuffsky“ in Kütten im Oktober 2021, wo er in die Rolle der Ivonne aus der Olsenbande schlüpfte.

## Wirken
Färber schreibt Prosa und Gedichte, kombiniert auch beides in seinen Büchern und bei Lesungen,
etwa in dem Programm „Der Schampus des Poeten“. Breiteren Raum nehmen darin satirische
Fortschreibungen klassischer Texte ein, so Färbers Ballade „Faust, dritter Teil“. Diese und viele
weitere Gedichte hat er in Videos eingesprochen und sie im YouTube-Kanal@färber-verse
veröffentlicht. Auch in seinen Kinderbüchern ergänzen sich Lyrik und Prosa – mitunter kommen
Lieder hinzu, die passend zur jeweiligen Geschichte entstanden sind.
Färber gehört zum Halleschen Dichterkreis und unterhält, auch aufgrund seiner langjährigen
Tätigkeit als Kulturredakteur, zahlreiche Verbindungen zur mitteldeutschen Kulturszene. So hält er
auch Kontakt mit Absolventen des Literaturinstituts Leipzig, zu deren Popularität er zum Teil
beigetragen hat. Als Kolumnist und Kritiker hat er sich lange mit Gegenwartsautoren aus der
Region auseinandergesetzt, so mit dem Werk von Wilhelm Bartsch und André Schinkel. Mehrere
von Färbers Büchern hat der Karikaturist Thomas Leibe illustriert.

## Veröffentlichungen (Auswahl)

### Bücher
- Meine philosophische Friseuse. 111 Satiren, kurz geschnitten. Mitteldeutscher Verlag, 2015, ISBN 978-3-95462-537-6.
- Sünder Mann führt Gründe an. Unkorrekte Gedichte. Mitteldeutscher Verlag, 2016, ISBN 978-3-95462-775-2.
- Volle Düse Tränendrüse. Das Buch zum Filmriss. Mitteldeutscher Verlag, 2020, ISBN 978-3-96311-310-9.
- Die Quintessenz des Essens. Gedichte. Mitteldeutscher Verlag, 2023, ISBN 978-3-96311-755-8.

### Kinderbücher
- Märchenstraße 4 wohnt Familie Wir. Geschichten mit Gedichten. Mitteldeutscher Verlag, 2018, ISBN 978-3-95462-996-1.
- Ungeheuer Stress mit Nessie. Mitteldeutscher Verlag, 2021, ISBN 978-3-96311-391-8.
- Ritter Dieter. Mitteldeutscher Verlag, 2022, ISBN 978-3-96311-685-8.
- Küchenschab tanzt Schabadab. Mitteldeutscher Verlag, 2025, ISBN 978-3-96311-997-2.

### Anthologien, Zeitschriften, Reihen
- Von Brecht geschwächt. Ballade. In: Palmbaum. Literarisches Journal aus Thüringen. Heft 66, Quartus-Verlag, 2018. ISSN 0943-545X
- Bonus aufs Augenlicht. Satire. In: Oda. Ort der Augen. Blätter für Literatur aus Sachsen-Anhalt. 1/2019 Dr. Ziethen-Verlag, 2019.
- Der Schampus des Poeten. Gedichte. In: Palmbaum. Literarisches Journal aus Thüringen. Heft 68, Quartus-Verlag, 2019  ISSN 0943-545X
- Stadtschrat. In: Hallesches Autorenheft. Nr. 71, Herausgeber: Förderkreis der Schriftsteller in Sachsen-Anhalt, 2020.
- Im Schiefergebirge. Ballade. In: Palmbaum. Literarisches Journal aus Thüringen. Heft 75, Quartus-Verlag, 2022 ISSN 0943-545X
- Sinnsuche. In: Palmbaum. Literarisches Journal aus Thüringen. Heft 77, Quartus-Verlag, 2023 ISSN 0943-545X
- Dorfgedichte. In: Oda. Ort der Augen. Blätter für Literatur aus Sachsen-Anhalt. 2/2025 Dr. Ziethen-Verlag, 2025, ISBN 978-3-86289-246-4.
- Rettende Insel. In: Günter Knoblauch (Hrsg.): Zwischen Humor und Repression: Anpassung und Widerständigkeit. Band 2, BoD, 2025, ISBN 978-3-8482-5729-4.